# Lupul Volf

Volf şi motanul Pusy în "Cine râde la urmă"

Volf, personaj creat de Ion Manea, Lucian Profirescu și Artin Badea pentru lung-metrajul „Cine râde la urmă”, este o haimana urmărită de poliție pentru spargeri și escrocherii de tot felul.
Prin metodele sale brutale, nu-i dă nici o șansă motanului Pusy în tentativa sa de a fura harta în care sunt înscrise coordonatele insulei Cocos și a pune mâna pe comoara vestitului pirat Benito Bonito.

## Filmografie
- Cine râde la urmă